# Nitraria billardierei
Nitraria billardierei är en harmelbuskväxtart som beskrevs av Dc.. Nitraria billardierei ingår i släktet Nitraria och familjen harmelbuskväxter. Inga underarter finns listade i Catalogue of Life.